# Großer Preis der USA 1973
Der Große Preis der USA 1973 (offiziell XVI United States Grand Prix) fand am 7. Oktober auf dem Watkins Glen Grand Prix Race Course in Watkins Glen statt und war das fünfzehnte und letzte Rennen der Automobil-Weltmeisterschaft 1973.

## Berichte

### Hintergrund
Der Große Preis der USA sollte der 100. und letzte Grand Prix des bereits zum dritten Mal als Weltmeister feststehenden Jackie Stewart werden. Mit Spannung wurde das Duell um den zweiten Platz zwischen Emerson Fittipaldi und François Cevert sowie der Ausgang der Konstrukteurs-Weltmeisterschaft erwartet. Lotus und Tyrrell hatten in diesem Fall noch Titelchancen.
Einige Teams reisten mit drei Fahrzeugen an. McLaren setzte erneut auf Jody Scheckter und bei Tyrrell wurde Chris Amon wie bereits beim Großen Preis von Kanada zwei Wochen zuvor als dritter Fahrer engagiert. Shadow meldete einen dritten Werkswagen für Brian Redman, der somit zu seinem einzigen Grand-Prix-Einsatz in diesem Jahr kam. Jochen Mass hingegen absolvierte bereits seinen dritten Einsatz am Steuer eines zusätzlichen Surtees. Clay Regazzoni kehrte ins B.R.M.-Werksteam zurück. Am Steuer des dritten Werks-Brabham wurde Rolf Stommelen von John Watson vertreten.
Den Platz im zweiten Wagen von Frank Williams erhielt an diesem Wochenende der ehemalige Ferrari-Stammpilot Jacky Ickx.

### Training
Trotz eines Unfalls fuhr Ronnie Peterson im Freitags-Training die schnellste Rundenzeit, blieb als einziger Fahrer unter 1:40 Minuten und demonstrierte damit seine Ambitionen, die neunte Pole-Position des Jahres zu erreichen, was damals einen Rekord darstellte.
Während des Trainings am Samstagvormittag verunglückte François Cevert bei hoher Geschwindigkeit. Er kollidierte mit den Leitplanken und war sofort tot. Aufgrund dieser traurigen Nachricht sank die Motivation der übrigen Fahrer, sodass niemand mehr die von Peterson am Vortag aufgestellte Rundenbestzeit unterbot und der Schwede tatsächlich erneut den ersten Startplatz erreichte. Neben ihm startete Carlos Reutemann aus der ersten Reihe. Dahinter teilten sich Emerson Fittipaldi und James Hunt die zweite Reihe.

### Rennen
Das Team Tyrrell entschied, aus Respekt vor seinem tödlich verunglückten Fahrer Cevert die beiden verbliebenen Wagen von Stewart und Amon vom restlichen Rennwochenende zurückzuziehen. Damit war die Konstrukteurs-Weltmeisterschaft automatisch zugunsten von Lotus entschieden.
Peterson setzte seine Pole in eine Führung um, die er bis ins Ziel nicht mehr abgab. Dahinter überholte Hunt in der fünften Runde Reutemann und nahm den zweiten Platz ein. Denis Hulme gelangte an Mike Hailwood und Emerson Fittipaldi vorbei auf den vierten Rang.
Peterson konnte sich während des gesamten Rennens nicht wesentlich von Hunt absetzen. Reutemann folgte hingegen mit deutlichem Abstand. Fittipaldi fiel durch einen Boxenstopp zurück, den er einlegen musste, nachdem er seine Reifen bei einem abrupten Bremsmanöver beschädigt hatte. Dieses war nötig gewesen, um dem sich drehenden Scheckter auszuweichen.
Bis zuletzt sah Hunt Chancen auf den Sieg, kreuzte jedoch letztendlich knappe sechs Zehntelsekunden hinter Peterson die Ziellinie.

## Meldeliste
| Team                           | Nr. | Fahrer               | Chassis         | Motor                    | Reifen |
| ------------------------------ | --- | -------------------- | --------------- | ------------------------ | ------ |
| John Player Team Lotus         | 01  | Emerson Fittipaldi   | Lotus 72E       | Ford Cosworth DFV 3.0 V8 | G      |
| John Player Team Lotus         | 02  | Ronnie Peterson      | Lotus 72E       | Ford Cosworth DFV 3.0 V8 | G      |
| Scuderia Ferrari SpA SEFAC     | 04  | Arturo Merzario      | Ferrari 312B3   | Ferrari 001/11 3.0 F12   | G      |
| Elf Team Tyrrell               | 05  | Jackie Stewart       | Tyrrell 006     | Ford Cosworth DFV 3.0 V8 | G      |
| Elf Team Tyrrell               | 06  | François Cevert      | Tyrrell 006     | Ford Cosworth DFV 3.0 V8 | G      |
| Elf Team Tyrrell               | 29  | Chris Amon           | Tyrrell 005     | Ford Cosworth DFV 3.0 V8 | G      |
| Yardley Team McLaren           | 0   | Jody Scheckter       | McLaren M23     | Ford Cosworth DFV 3.0 V8 | G      |
| Yardley Team McLaren           | 07  | Denis Hulme          | McLaren M23     | Ford Cosworth DFV 3.0 V8 | G      |
| Yardley Team McLaren           | 08  | Peter Revson         | McLaren M23     | Ford Cosworth DFV 3.0 V8 | G      |
| Ceramica Pagnossin Team        | 09  | John Watson          | Brabham BT42    | Ford Cosworth DFV 3.0 V8 | G      |
| Motor Racing Developments      | 10  | Carlos Reutemann     | Brabham BT42    | Ford Cosworth DFV 3.0 V8 | G      |
| Motor Racing Developments      | 11  | Wilson Fittipaldi    | Brabham BT42    | Ford Cosworth DFV 3.0 V8 | G      |
| Embassy Racing                 | 12  | Graham Hill          | Shadow DN1      | Ford Cosworth DFV 3.0 V8 | G      |
| Clarke-Mordaunt-Guthrie Racing | 15  | Mike Beuttler        | March 731       | Ford Cosworth DFV 3.0 V8 | G      |
| UOP Shadow Racing Team         | 16  | George Follmer       | Shadow DN1      | Ford Cosworth DFV 3.0 V8 | G      |
| UOP Shadow Racing Team         | 17  | Jackie Oliver        | Shadow DN1      | Ford Cosworth DFV 3.0 V8 | G      |
| UOP Shadow Racing Team         | 31  | Brian Redman         | Shadow DN1      | Ford Cosworth DFV 3.0 V8 | G      |
| March Racing Team              | 18  | Jean-Pierre Jarier   | March 731       | Ford Cosworth DFV 3.0 V8 | G      |
| Marlboro B.R.M.                | 19  | Clay Regazzoni       | BRM P160E       | BRM P142 3.0 V12         | F      |
| Marlboro B.R.M.                | 20  | Jean-Pierre Beltoise | BRM P160E       | BRM P142 3.0 V12         | F      |
| Marlboro B.R.M.                | 21  | Niki Lauda           | BRM P160E       | BRM P142 3.0 V12         | F      |
| Brooke Bond Oxo Team Surtees   | 23  | Mike Hailwood        | Surtees TS14A   | Ford Cosworth DFV 3.0 V8 | F      |
| Brooke Bond Oxo Team Surtees   | 24  | Carlos Pace          | Surtees TS14A   | Ford Cosworth DFV 3.0 V8 | F      |
| Team Surtees                   | 30  | Jochen Mass          | Surtees TS14A   | Ford Cosworth DFV 3.0 V8 | F      |
| Frank Williams Racing Cars     | 25  | Howden Ganley        | Iso-Marlboro IR | Ford Cosworth DFV 3.0 V8 | F      |
| Frank Williams Racing Cars     | 26  | Jacky Ickx           | Iso-Marlboro IR | Ford Cosworth DFV 3.0 V8 | F      |
| Hesketh Racing                 | 27  | James Hunt           | March 731       | Ford Cosworth DFV 3.0 V8 | G      |
| Team Ensign                    | 28  | Rikky von Opel       | Ensign N173     | Ford Cosworth DFV 3.0 V8 | F      |

## Klassifikationen

### Startaufstellung
| Pos. | Fahrer               | Konstrukteur | Zeit     | Ø-Geschwindigkeit | Start |
| ---- | -------------------- | ------------ | -------- | ----------------- | ----- |
| 01   | Ronnie Peterson      | Lotus-Ford   | 1:39,657 | 196,261 km/h      | 01    |
| 02   | Carlos Reutemann     | Brabham-Ford | 1:40,013 | 195,563 km/h      | 02    |
| 03   | Emerson Fittipaldi   | Lotus-Ford   | 1:40,393 | 194,822 km/h      | 03    |
| 04   | François Cevert      | Tyrrell-Ford | 1:40,444 | 194,723 km/h      | DNS   |
| 05   | James Hunt           | March-Ford   | 1:40,520 | 194,576 km/h      | 04    |
| 06   | Jackie Stewart       | Tyrrell-Ford | 1:40,635 | 194,354 km/h      | 05    |
| 07   | Mike Hailwood        | Surtees-Ford | 1:40,844 | 193,951 km/h      | 06    |
| 08   | Peter Revson         | McLaren-Ford | 1:40,895 | 193,853 km/h      | 07    |
| 09   | Denis Hulme          | McLaren-Ford | 1:40,907 | 193,830 km/h      | 08    |
| 10   | Carlos Pace          | Surtees-Ford | 1:41,125 | 193,412 km/h      | 09    |
| 11   | Jody Scheckter       | McLaren-Ford | 1:41,321 | 193,038 km/h      | 10    |
| 12   | Arturo Merzario      | Ferrari      | 1:41,455 | 192,783 km/h      | 11    |
| 13   | Chris Amon           | Tyrrell-Ford | 1:41,679 | 192,358 km/h      | 12    |
| 14   | Brian Redman         | Shadow-Ford  | 1:42,247 | 191,290 km/h      | 13    |
| 15   | Jean-Pierre Beltoise | B.R.M.       | 1:42,417 | 190,972 km/h      | 14    |
| 16   | Clay Regazzoni       | B.R.M.       | 1:42,468 | 190,877 km/h      | 15    |
| 17   | Jochen Mass          | Surtees-Ford | 1:42,517 | 190,786 km/h      | 16    |
| 18   | Jean-Pierre Jarier   | March-Ford   | 1:42,752 | 190,350 km/h      | 17    |
| 19   | Graham Hill          | Shadow-Ford  | 1:42,848 | 190,172 km/h      | 18    |
| 20   | Howden Ganley        | Iso-Ford     | 1:43,166 | 189,586 km/h      | 19    |
| 21   | George Follmer       | Shadow-Ford  | 1:43,387 | 189,180 km/h      | 20    |
| 22   | Niki Lauda           | B.R.M.       | 1:43,543 | 188,895 km/h      | 21    |
| 23   | Jackie Oliver        | Shadow-Ford  | 1:43,650 | 188,700 km/h      | 22    |
| 24   | Jacky Ickx           | Iso-Ford     | 1:43,885 | 188,274 km/h      | 23    |
| 25   | John Watson          | Brabham-Ford | 1:43,887 | 188,270 km/h      | 24    |
| 26   | Wilson Fittipaldi    | Brabham-Ford | 1:44,478 | 187,205 km/h      | 25    |
| 27   | Mike Beuttler        | March-Ford   | 1:45,032 | 186,218 km/h      | 26    |
| 28   | Rikky von Opel       | Ensign-Ford  | 1:45,441 | 185,495 km/h      | 27    |

### Rennen
| Pos. | Fahrer               | Konstrukteur | Runden | Stopps | Zeit        | Start | Schnellste Runde |
| ---- | -------------------- | ------------ | ------ | ------ | ----------- | ----- | ---------------- |
| 01   | Ronnie Peterson      | Lotus-Ford   | 59     | 0      | 1:41:15,779 | 01    |                  |
| 02   | James Hunt           | March-Ford   | 59     | 0      | + 0,668     | 04    | 1:41,652         |
| 03   | Carlos Reutemann     | Brabham-Ford | 59     | 0      | + 22,930    | 02    |                  |
| 04   | Denis Hulme          | McLaren-Ford | 59     | 0      | + 50,226    | 08    |                  |
| 05   | Peter Revson         | McLaren-Ford | 59     | 0      | + 1:20,367  | 07    |                  |
| 06   | Emerson Fittipaldi   | Lotus-Ford   | 59     | 1      | + 1:47,945  | 03    |                  |
| 07   | Jacky Ickx           | Iso-Ford     | 58     | 0      | + 1 Runde   | 23    |                  |
| 08   | Clay Regazzoni       | B.R.M.       | 58     | 0      | + 1 Runde   | 15    |                  |
| 09   | Jean-Pierre Beltoise | B.R.M.       | 58     | 1      | + 1 Runde   | 14    |                  |
| 10   | Mike Beuttler        | March-Ford   | 58     | 0      | + 1 Runde   | 26    |                  |
| 11   | Jean-Pierre Jarier   | March-Ford   | 57     | 0      | DNF         | 17    |                  |
| 12   | Howden Ganley        | Iso-Ford     | 57     | 0      | + 2 Runden  | 19    |                  |
| 13   | Graham Hill          | Shadow-Ford  | 57     | 0      | + 2 Runden  | 18    |                  |
| 14   | George Follmer       | Shadow-Ford  | 57     | 0      | + 2 Runden  | 20    |                  |
| 15   | Jackie Oliver        | Shadow-Ford  | 55     | 0      | + 4 Runden  | 22    |                  |
| 16   | Arturo Merzario      | Ferrari      | 55     | 0      | + 4 Runden  | 11    |                  |
| –    | Wilson Fittipaldi    | Brabham-Ford | 52     | 0      | NC          | 25    |                  |
| –    | Jody Scheckter       | McLaren-Ford | 39     | 0      | DNF         | 10    |                  |
| –    | Jochen Mass          | Surtees-Ford | 35     | 0      | DNF         | 16    |                  |
| –    | Niki Lauda           | B.R.M.       | 35     | 3      | DNF         | 21    |                  |
| –    | Mike Hailwood        | Surtees-Ford | 34     | 0      | DNF         | 06    |                  |
| –    | Carlos Pace          | Surtees-Ford | 32     | 0      | DNF         | 09    |                  |
| –    | John Watson          | Brabham-Ford | 7      | 0      | DNF         | 24    |                  |
| –    | Rikky von Opel       | Ensign-Ford  | 0      | 0      | DNF         | 27    | –                |
| DSQ  | Brian Redman         | Shadow-Ford  | 5      | 0      | –           | 13    | –                |
| DNS  | Jackie Stewart       | Tyrrell-Ford | –      | –      | –           | 05    | –                |
| DNS  | Chris Amon           | Tyrrell-Ford | –      | –      | –           | 12    | –                |

## WM-Stände nach dem Rennen
Die ersten sechs des Rennens bekamen 9, 6, 4, 3, 2 bzw. 1 Punkt(e). In der Konstrukteurswertung zählten nur die Punkte des bestplatzierten Fahrers eines Teams. Es zählten nur die besten sieben Ergebnisse aus den ersten acht Rennen und die besten sechs aus den letzten sieben Rennen. Streichresultate sind in Klammern gesetzt.

### Fahrerwertung
| Pos. | Fahrer               | Konstrukteur                      | Punkte |
| ---- | -------------------- | --------------------------------- | ------ |
| 01   | Jackie Stewart       | Tyrrell-Ford                      | 71     |
| 02   | Emerson Fittipaldi   | Lotus-Ford                        | 55     |
| 03   | Ronnie Peterson      | Lotus-Ford                        | 52     |
| 04   | François Cevert †    | Tyrrell-Ford                      | 47     |
| 05   | Peter Revson         | McLaren-Ford                      | 38     |
| 06   | Denis Hulme          | McLaren-Ford                      | 26     |
| 07   | Carlos Reutemann     | Brabham-Ford                      | 16     |
| 08   | James Hunt           | March-Ford                        | 14     |
| 09   | Jacky Ickx           | Ferrari / McLaren-Ford / Iso-Ford | 11     |
| 10   | Jean-Pierre Beltoise | B.R.M.                            | 9      |
| 11   | Carlos Pace          | Surtees-Ford                      | 7      |
| 12   | Arturo Merzario      | Ferrari                           | 6      |
| 13   | George Follmer       | Shadow-Ford                       | 5      |
| 14   | Jackie Oliver        | Shadow-Ford                       | 4      |
| 15   | Wilson Fittipaldi    | Brabham-Ford                      | 3      |
| 16   | Andrea de Adamich    | Surtees-Ford / Brabham-Ford       | 3      |
| 17   | Niki Lauda           | B.R.M.                            | 2      |
| 18   | Clay Regazzoni       | B.R.M.                            | 2      |
| 19   | Chris Amon           | Tecno / Tyrrell-Ford              | 1      |
| 20   | Gijs van Lennep      | Iso-Ford                          | 1      |
| 21   | Howden Ganley        | Iso-Ford                          | 1      |

| Pos. | Fahrer             | Konstrukteur          | Punkte |
| ---- | ------------------ | --------------------- | ------ |
| 22   | Mike Beuttler      | March-Ford            | 0      |
| 23   | Jochen Mass        | Surtees-Ford          | 0      |
| 24   | Mike Hailwood      | Surtees-Ford          | 0      |
| 25   | Henri Pescarolo    | March-Ford / Iso-Ford | 0      |
| 26   | Nanni Galli        | Iso-Ford              | 0      |
| 27   | Jody Scheckter     | McLaren-Ford          | 0      |
| 28   | Graham Hill        | Shadow-Ford           | 0      |
| 29   | David Purley       | March-Ford            | 0      |
| 30   | Rolf Stommelen     | Brabham-Ford          | 0      |
| 31   | Jean-Pierre Jarier | March-Ford            | 0      |
| 32   | Luiz Bueno         | Surtees-Ford          | 0      |
| 33   | Rikky von Opel     | Ensign-Ford           | 0      |
| 34   | Tim Schenken       | Iso-Ford              | 0      |
| –    | Eddie Keizan       | Tyrrell-Ford          | 0      |
| –    | Jackie Pretorius   | Iso-Ford              | 0      |
| –    | Dave Charlton      | Lotus-Ford            | 0      |
| –    | Reine Wisell       | March-Ford            | 0      |
| –    | John Watson        | Brabham-Ford          | 0      |
| –    | Roger Williamson † | March-Ford            | 0      |
| –    | Graham McRae       | Iso-Ford              | 0      |
| –    | Peter Gethin       | B.R.M.                | 0      |

### Konstrukteurswertung
| Pos. | Konstrukteur | Punkte  |
| ---- | ------------ | ------- |
| 01   | Lotus-Ford   | 92 (96) |
| 02   | Tyrrell-Ford | 82 (86) |
| 03   | McLaren-Ford | 58      |
| 04   | Brabham-Ford | 22      |
| 05   | March-Ford   | 14      |
| 06   | Ferrari      | 12      |

| Pos. | Konstrukteur | Punkte |
| ---- | ------------ | ------ |
| 07   | B.R.M.       | 12     |
| 08   | Shadow-Ford  | 9      |
| 09   | Surtees-Ford | 7      |
| 10   | Iso-Ford     | 2      |
| 11   | Tecno        | 1      |
| 12   | Ensign-Ford  | 0      |